# Moimenta (Terras de Bouro)

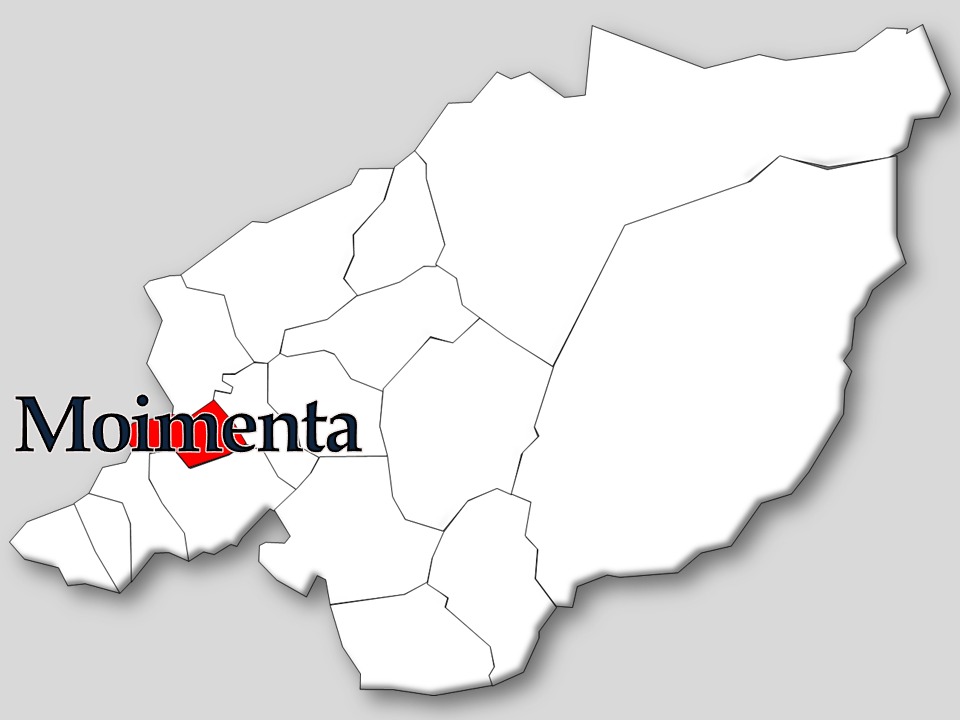
Localização da Freguesia de Moimenta

A Freguesia de Moimenta é uma freguesia portuguesa do Município de Terras de Bouro com 3,05 km² de área e 783 habitantes (censo de 2021), tendo, por isso, uma densidade populacional de 256,7 hab./km²
A sede da freguesia e também do município de Terras de Bouro é a Vila de Terras de Bouro. Até 2005, esta designava-se Vila de Covas, sendo uma das poucas sedes de município cujo nome diferia do do município. Por Lei de janeiro de 2005, a vila foi redesignada, acabando-se a originalidade.

## Demografia
A população registada nos censos foi:
| Distribuição da População por Grupos Etários | Distribuição da População por Grupos Etários | Distribuição da População por Grupos Etários | Distribuição da População por Grupos Etários | Distribuição da População por Grupos Etários |
| -------------------------------------------- | -------------------------------------------- | -------------------------------------------- | -------------------------------------------- | -------------------------------------------- |
| Ano                                          | 0-14 Anos                                    | 15-24 Anos                                   | 25-64 Anos                                   | > 65 Anos                                    |
| 2001                                         | 138                                          | 105                                          | 399                                          | 161                                          |
| 2011                                         | 116                                          | 96                                           | 372                                          | 157                                          |
| 2021                                         | 101                                          | 85                                           | 380                                          | 217                                          |

## Património
- Igreja de Santo André de Moimenta
- Capela de São Brás
- Capela de São Pedro